# Прокопчук Юрій Володимирович
Ю́рій Володи́мирович Прокопчу́к (нар. 23 квітня 1964, м. Корець, Рівненська область) — український політик. Колишній народний депутат України. Член ВО «Батьківщина», голова Рівненської обласної організації з жовтня 2005 року.

## Освіта
Освіта вища, закінчив факультет фронтової бомбардувальної авіації Челябінського вищого військового авіаційного училища штурманів за спеціальністю «штурман-інженер» (1985), факультет психології Вінницького державного педагогічного інституту за спеціальністю «психолог» (1996) та отримав спеціальність «менеджер» (1998).

## Трудова діяльність
Служив у Збройних силах СРСР та України: від курсанта військового училища до заступника командира авіаційної ескадрильї по роботі з особовим складом (1981–1992), 7-й бомбардувальний авіаційний полк (місто Старокостянтинів), 289-та бомбардувальна авіаційна дивізія (м. Луцьк) від старшого офіцера соціально-психологічної служби до заступника командира авіаційної дивізії, начальника відділу виховної роботи (2000–2002).
Голова Старокостянтинівської районної організації Спілки офіцерів України (1993–1996).
З лютого до жовтня 2005 року — голова Корецької районної організації партії ВО «Батьківщина».
Нагороджений медалями за військову службу. Призер першості Уральського та Далекосхідного військових округів із легкої атлетики, кульової стрільби та авіаційних видів спорту, кандидат у майстри спорту з офіцерського багатоборства (1987).
Військовий штурман 1-го класу (з 1992).
Опанував 6 типів військових літаків; здійснив понад 50 стрибків із парашутом.
З квітня 2006 до 2007 року — депутат Рівненської облради, керівник фракції «Блок Юлії Тимошенко» в Рівненській обласній раді.
Захоплюється літературою, музикою, мисливством, рибальством, спортом, садівництвом, авіамоделюванням.

## Родина
Українець. Батько — Прокопчук Володимир Васильович. Мати — Прокопчук (Мосійчук) Ніна Максимівна.

## Парламентська діяльність
Квітень 2002 — кандидат в народні депутати України по виборчому округу № 154 Рівненської області, самовисування. «За» 4.38 %, 6 місце з 15 претендентів. На час виборів: офіцер запасу, член партії ВО «Батьківщина».
Березень 2006 — кандидат в народні депутати України від «Блоку Юлії Тимошенко», № 304 в списку. На час виборів: голова Рівненської обласної організації ВО «Батьківщина».
Народний депутат України 6-го скликання з 23 листопада 2007 до 12 грудня 2012 від «Блоку Юлії Тимошенко», № 141 в списку. На час виборів: військовий пенсіонер, член ВО «Батьківщина». Член фракції «Блок Юлії Тимошенко» (з листопада 2007). Голова підкомітету з питань парламентського контролю та законодавчого забезпечення реформування органів прокуратури Комітету з питань законодавчого забезпечення правоохоронної діяльності (з грудня 2007).